# Le Chacal de Nar
Le Chacal de Nar (titre original : The Jackal of Nar) est un livre de fantasy médiévale, édité en 1999, écrit par l'écrivain américain John Marco. C'est le livre premier de la série Des tyrans et des rois.

## Synopsis
Ce livre est violent. Les lignes qui suivent retracent l'histoire contée dans ce livre, mais ne peuvent retranscrire ni l'atmosphère, ni la violence du récit.
Richius Vantran est le fils du roi d'Aramoor, l'empereur Arkus de Nar l'a contraint à faire partie de son armée. Leurs ennemis sont les triins, dirigés par Tharn, le faiseur d'orage. Richius Vantran est au siège de Ackel-Nye ; il dirige l'armée assiégée. Les lance-flammes naréens sont tout juste suffisants pour contenir les fanatiques de Tharn. Richius Vantran est appelé le chacal de l'empereur Nar par ses ennemis.
Richius Vantran et son armée sont sauvés in-extrémis par Boisnoir Gayle et sa troupe. Boisnoir Gayle ordonne quelques menus massacres dans les villages voisins ; il s'apprête à violer Dyana. Richius Vantran intervient et fait cesser tout cela. Dyana s'enfuit sans avoir compris ce qui se passait. Pour elle, tous les serviteurs de l'empereur Arkus se valent. C'est le genre de femme qui accumule les problèmes : elle fuit aussi l'armée de Tharn, le faiseur d'orage, car celui-ci est amoureux d'elle. Une promesse de mariage avait été faite entre son père à elle et Tharn. Comme Tharn est devenu un dangereux fanatique, le père a changé d'avis et donc Tharn l'a décapité. Sa fille fuit donc à la fois les 2 armées ennemies. Elle est elle-même chassée du village où elle s'est réfugiée par sa propre famille.
Elle se réfugie dans une ville. Richius Vantran tombe amoureux d'elle. Au chapitre 9, dans des conditions rocambolesques (et peu crédibles), elle couche avec Richius Vantran.  Plusieurs chapitres plus loin, on découvrira qu'elle est tombée enceinte. Richius Vantran la perd de vue et n'arrive pas à la retrouver.
Richius Vantran retourne dans son pays, il apprend que son père a été tué. On lui dit que ce sont les méchants hommes de Tharn qui ont fait le coup et il croit cette vérité sans problème. Il va alors à la capitale de l'empire pour se faire couronner. Il rencontre en chemin une femme dans un carrosse embourbé, Sabrina, la fille du duc de Gurkney avec comme seul escorte un cocher, un esclave auquel elle est très attachée. On apprendra quelques chapitres plus loin que cette femme doit épouser notre héros, elle le sait déjà, mais lui ne le sait pas. Elle ne révèle pas la vérité au roi.
Dans le palais impérial, Richius Vantran rencontre Renato Biagio, le bras droit de l'empire et d'autres ministres de l'empereur, l'évêque Herrith, l'inventeur Bavadin, l'amiral Danar Nicabar . L'amiral explique comment il va résoudre le problème du deuxième peuple ennemi de l'empereur, il va massacrer tout le monde, les guerriers et les autres. Comme ça, plus personne ne résistera.
Richius Vantran croise aussi Boisnoir Gayle. Celui-ci compte demander la main de Sabrina à son père et à l'empereur. Elle est de loin la plus jolie femme du palais. Richius Vantran se dit qu'elle n'a pas de chance, puis il voit l'empereur et à sa grande surprise, celui-ci impose à Richius Vantran de se marier avec elle. Richius Vantran épouse Sabrina, retourne avec elle en Aramoor. Celle-ci devine que son mari a un secret pour elle, elle découvre qu'il est amoureux d'une autre femme, Dyana.
Lucyler, un des anciens amis de Richius Vantran lui apparaît sous forme d'un spectre, il lui révèle où il peut retrouver Dyana. Elle se trouve en plein milieu du pays ennemi, le Lucel-Lor. Il s'y rend quand même.
Après toute une série d'évènements, Richius Vantran change d'avis et devient un allié de Tharn. Ils sont tous deux amoureux de Dyana. Tharn est infirme, mais reste le chef reconnu des druls. Il a besoin d'un général redoutable comme Richius Vantran en complément de ces autres généraux. Tharn se montre doux avec sa femme, mais il considère qu'elle est sa propriété. Il sait que le bébé de Dyana n'est pas sa fille, mais celle de Richius Vantran.
Boisnoir Gayle tue Sabrina, la femme de Richius Vantran. Celui-ci n'est pas content du tout. Le messager qui apporte la nouvelle est décapité.
Tharn envoie Richius Vantran et Voris pour diriger l'armée qui défend la vallée de Drang. Voris obéit aux ordres de Tharn qu'il vénère, tout en étant à deux doigt de tuer Richius Vantran à chaque fois qu'il est en colère. Tharn envoie sa femme avec eux ; si sa femme le trompe, Voris se chargera de venger l'honneur de Tharn en tuant Richius Vantran.
Richius Vantran et Voris, surnommés le chacal de Nar et le loup de Tharn, réussissent à faire échouer l'invasion par les hommes de Boisnoir Gayle. À la suite d'un malencontreux concours de  circonstances, Dinadin un des amis de Richius Vantran est mourant et trouve moyen de tuer Voris qui était devenu un ami de Richius.
Boisnoir Gayle arrive à prendre en otage Dyana. Tharn intervient ; lui et Boisnoir Gayle meurent. Par ailleurs, l'empereur lui aussi meurt de vieillesse et de maladie. La situation est donc beaucoup plus simple pour les deux amoureux Richius Vantran, Dyana, et leur bébé. Par contre, Biagio hérite de l'empire et veut venger la mort de l'empereur, un homme qu'il aimait comme son père.

## Ce que la fin du livre laisse supposer
La fin du livre laisse supposer que la fille de Voris (qui s'appelle Pris) sera une puissante, mais gentille magicienne (chapitre 37 page 351), et qu'il y aura peut-être l'apparition de son frère aîné Tal, qui est porté disparu.

## La quatrième de couverture
Le résumé au verso du livre dans l'édition française donne envie de lire ce livre, mais il est impuissant à en retranscrire l'atmosphère. Dans ce résumé, le Chacal de Nar est un général utilisé comme un pion par l'empereur et par son ennemi Tharn, mais Richius Vantran tombe amoureux et se bat pour lui-même. 

## Divers
- L'illustration de couverture est de Stéphane Collignon.
- Le traducteur est Michèle Zachayus